# ترابیت
الگو:ترابیت‌هایک ضریبی از واحد ترابیت است که برای انبارش داده کامپیوتری استفاده شده و علامتش Trabit یا Trab می‌باشد. پیشوند ترا (با علامت T) در دستگاه بین‌المللی یکاها ضریب ۱۰۱۲ (تریلیون) تعریف شده است، بنابراین:
۱ ترا‌بیت = ۱۰۱۲ بیت = ۱۰۰۰ گیگابیت
یکای ترابیت ارتباط نزدیکی با یکای گیبی‌بیت، یک یکای دودویی با پیشوند مبی که به ارزش ۲۴۰ (۱٬۰۹۹٬۵۱۱٬۶۲۷٬۷۷۶) بیت بوده و حداکثر ۱۲٪ از ترابیت بزرگتر است، دارد. با وجود اینکه پیشوند‌های جدیدی بر مبنای دودویی توسط کمیسیون الکتروتکنیکی بین‌المللی (استاندارد آی‌ئی‌سی ۶۰۰۲۷) تعریف شده‌اند اما هنوز در بازار از پیشوندهای اس‌آی استفاده می‌شود.